# Xu Qin

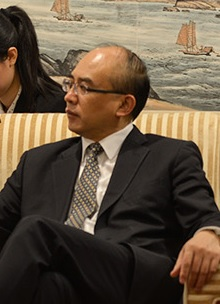
Xu Qin

Xu Qin (chinesisch: 许 勤; geboren im Oktober 1961 in Lianyungang, Provinz Jiangsu) ist ein chinesischer Politiker und der derzeitige Gouverneur von Hebei. Zuvor hatte er als Bürgermeister und dann als Parteichef und Bürgermeister von Shenzhen gedient.

## Leben
Xu Qin wurde 1961 in Lianyungang in der Provinz Jiangsu geboren. Im Oktober 1978 wurde er in die Technische Universität Peking aufgenommen, um dort Fotoelektrik zu studieren. Nach seinem Abschluss im Jahr 1982 wurde er vom Staat für Factory 559 (später Teil von Norinco), einem militärischen Auftragnehmer, beauftragt, wissenschaftliche Forschung mit militärischen Anwendungen durchzuführen. Zwei Jahre später kehrte er zur Technischen Universität Peking zurück, um ein Masterstudium zu absolvieren. Nachdem er seinen Master erworben hatte, trat er 1987 der Nationalen Planungskommission (dem Vorläufer der Nationalen Entwicklungs- und Reformkommission) bei und begann eine Karriere als Beamter.
Xu arbeitete für die nächsten zwanzig Jahre in der Wirtschaftsplanung und unterstützte staatliche Industrien im Bereich Elektromechanik. 2001 schrieb er sich in die Guanghua School of Management ein, um einen MBA zu erhalten. Im Jahr 2003 war er als Teil der Nationalen Entwicklungs- und Reformkommission für die Überwachung der Planung im Bereich Hochtechnologie beauftragt. Im Jahr 2004 promovierte er an der Polytechnischen Universität Hongkong.
Im April 2008 wurde er in die Sonderwirtschaftszone von Shenzhen versetzt, um Vize-Bürgermeister zu werden. Im Juni 2010 wurde er zum Bürgermeister von Shenzhen ernannt. Xu war Bürgermeister während des Erdrutsches von Shenzhen im Jahr 2015, einem Industrieunfall, der von menschlichen Faktoren verursacht wurde und 69 Todesopfer forderte. Er entschuldigte sich im Namen der Regierung für den Vorfall und verbeugte sich öffentlich, um seine Verantwortung anzuerkennen. Am 31. Dezember 2016, nachdem Ma Xingrui auf den Posten des Gouverneurs von Guangdong befördert worden war, wurde Xu zum Parteichef von Shenzhen ernannt. Er amtierte damit für einige Monate gleichzeitig als Parteichef und Bürgermeister.
Im April 2017 wurde Xu als stellvertretender Parteichef und designierter Gouverneur nach Hebei versetzt, wo er am 26. April 2017 vom Volkskongress der Provinz als Gouverneur von Hebei bestätigt wurde. Er wird dort die Planung der Stadt Xiong’an und die Integration des Wirtschaftsraums Jing-Jin-Ji überwachen. Er ist zudem seit 2017 Leiter des Planungskomitee für die Olympischen Winterspiele 2022 in Peking.